# Teatro del Falcone
Il Teatro del Falcone è stato un teatro italiano, con sede a Genova. Attivo sin dal 1600, fu il primo teatro pubblico genovese e il secondo in Italia solo dopo quello della Repubblica di Venezia. Parzialmente danneggiato durante i bombardamenti su Genova della seconda guerra mondiale, anziché sottoporlo a ristrutturazione fu rimpiazzato nel 1953 da un edificio dedicato a spazi espositivi.

## Storia

### Epoca rinascimentale
Nel 1510 Bernardino Crivelli diede avvio a un'ampia locanda, l'Hospitium Falconis (o "ad signum Falconis" o "hostaria sub signu Falconis") nella quale, secondo l'uso del tempo, si mettevano in scena spettacoli comici e rappresentazioni di commedia popolare su un semplice palco ligneo rialzato, con l'ausilio di essenziali ma efficaci scenografie. In questo primissimo teatro fecero tappa le più importanti compagnie dell'epoca, fra le quali i "Confidenti", gli "Uniti" e i "Gelosi".
L'esercizio divenne fiorente, e spinse Gabriele Adorno nel 1602 ad acquistare la locanda e dare il via ad attività teatrali sempre più articolate, iniziando anche la messa in scena di opere prime di autori di fama. Fu in questa epoca che l'impresario Giacomo Ghiglione mise in scena la Didone di Vincenzo della Rena, il dramma Amori di Alessandro Magno di Francesco Lucio, con la partecipazione di Anton Giulio Brignole Sale, Gio Nicolò Spinola, Domenico D'Oria, Gribaldo Imperiale Lercari. Nel 1652 fu messa in scena la prima opera mentre la selezione artistica era gestita dall'abate Frugoni. Qui si esibì anche Alessandro Stradella.
La famiglia genovese mise poi all'asta il teatro nel 1679. Eugenio Durazzo lo acquistò e, mantenendolo in attività, iniziò una totale ristrutturazione, terminata fra il 1702 e il 1705. Il progetto dei Durazzo, forse a opera di Carlo Fontana, aggiunse decorazioni e un ordine di palchetti ai quattro presenti, che andavano a sommarsi al loggione e alla galleria comunicante con la platea. Un successivo ampliamento con ristrutturazione fu messo in opera da Gerolamo Ignazio Durazzo nel XVIII secolo.

### Fra il Settecento e l'Ottocento
Nel 1763 fu ospite del teatro Carlo Goldoni. Nel 1824 le proprietà teatrali dei Durazzo, ovvero tutti i tre teatri genovesi dell'epoca, passarono alla famiglia dei Savoia.
Il 9 novembre 1827 al Falcone si esibì Nicolò Paganini, con una composizione per la quarta corda e il Rondò della campanella molto apprezzate. Fu qui che, secondo Giuseppe Fumagalli, Paganini negò di ripetere l'esibizione nonostante la richiesta del re Carlo Felice, diniego a cui seguì l'espulsione del violinista dal Regno Sabaudo, e da cui derivò la celeberrima vulgata "Paganini non ripete" (per altre fonti, tuttavia, questo evento ebbe luogo a Torino).

### Il Novecento e la seconda guerra mondiale

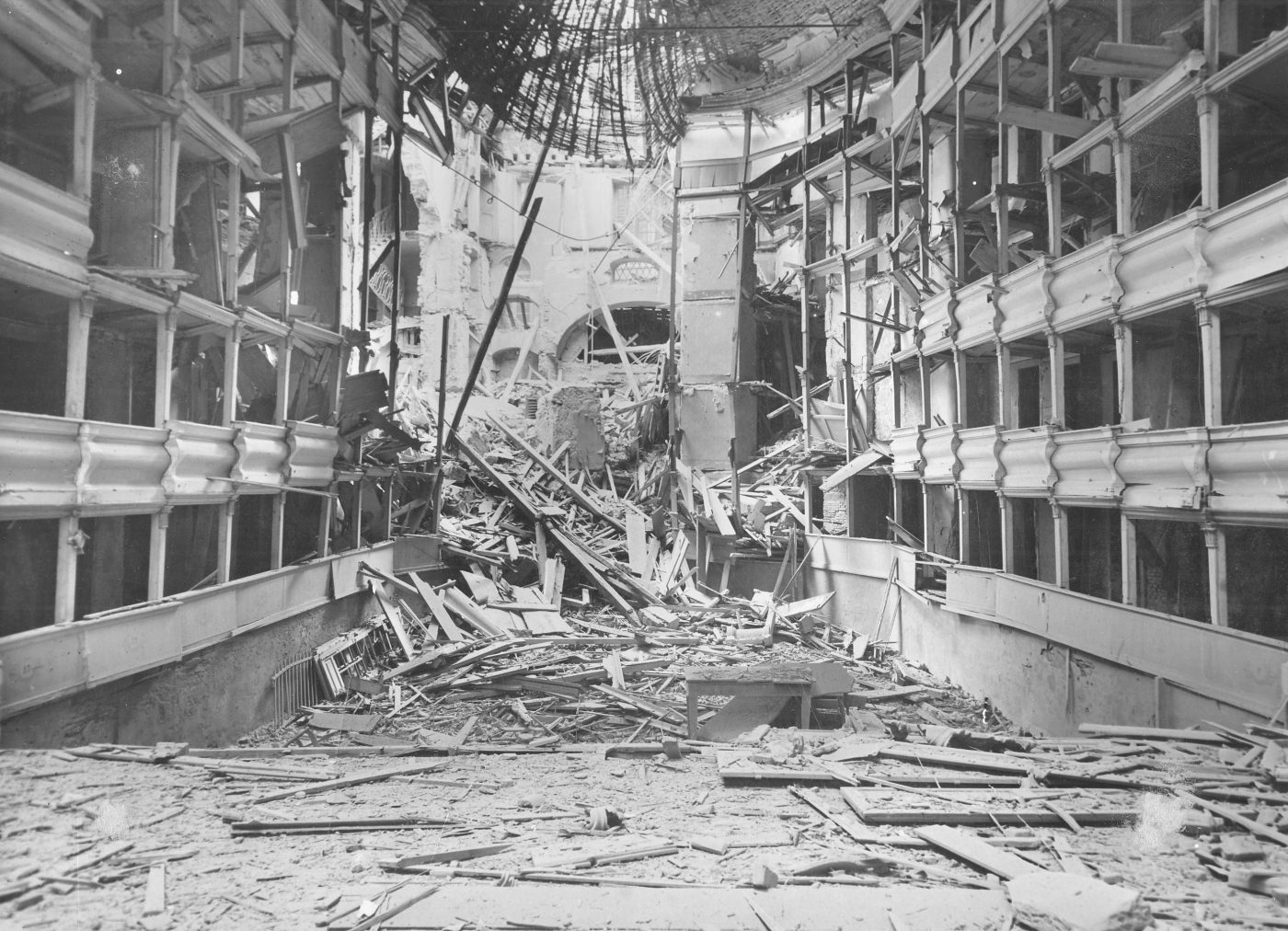
Il teatro del Falcone dopo i bombardamenti del maggio 1944

Sul finire del XX secolo, a causa del mutato gusto del pubblico e della concorrenza data dal Teatro Carlo Felice (1828) e dalle molte altre sale genovesi dell'epoca (Teatro Paganini, Politeama Genovese, Teatro di Sant'Agostino, Teatro Margherita, Teatro Colombo), il teatro iniziò una graduale decadenza di pubblico e dal 1892 fu utilizzato prevalentemente come locale di deposito per i materiali scenici.
Il vero atto finale, tuttavia, si ebbe il 9 maggio 1944 (per altre fonti il 19 maggio, data in cui venne danneggiato anche il centro storico e l'adiacente Università di Genvoa), durante i bombardamenti di Genova della seconda guerra mondiale, quando un'incursione aerea bombardò la città e un elemento incendiato penetrò il tetto, danneggiando severamente i palchi. Anziché ristrutturare il teatro, come avvenuto per molte altre sale cittadine gravemente danneggiate dai bombardamenti (come il Teatro Carlo Felice e lo sventrato Teatro Margherita), e come da vari proposto, il soprintendente ai monumenti Carlo Ceschi decise di sostituirlo con una nuova struttura, inaugurata nel 1953, per ospitare eventi espositivi.
Nel 2004 con finanziamento del Ministero dei beni e delle attività culturali e del turismo e progettazione della soprintendenza, questo spazio è stato riaperto al pubblico come sede di mostre.

## Descrizione
Il teatro aveva quattro ordini di palchi oltre il loggione, e aveva una capacità di un migliaio di spettatori. Le scene si aprivano sul retro, per la messa in scena di opere musicali o commedie.